# John Napier Lane
John Napier Lane, kanadski general, * 1909, † 1944.